# The Dream (film)
Pour les articles homonymes, voir Le Songe et Dream.
The Dream est un film muet américain réalisé par Thomas H. Ince et sorti en 1911.

## Synopsis
Un mari grossier rentre chez lui ivre et se livre à des exactions sur sa femme. Puis il s'endort et fait un rêve…

## Fiche technique
- Réalisation : Thomas H. Ince
- Scénario : Herbert Brenon
- Production : Carl Laemmle
- Durée : 11 minutes
- Date de sortie : États-Unis : 23 janvier 1911

## Distribution
- Charles Arling
- William Robert Daly
- Owen Moore
- Lottie Pickford
- Mary Pickford